# Svetlana Xkólina
Svetlana Vladímirovna Xkólina (en rus: Светлана Владимировна Школина; Iàrtsevo, Smolensk Rússia; 9 de març de 1986) és una atleta russa, especialitzada en salt d'altura. Va ser medalla de bronze en els Jocs Olímpics de Londres 2012.

## Trajectòria
Sent encara adolescent va obtenir els primers èxits de la seva carrera, com sengles medalles de plata en el Campionat Mundial Juvenil de 2003 i el Campionat Mundial Junior de 2004, així com l'or en Campionat Europeu Júnior de 2005. En 2007 va obtenir un nou metall daurat en el Campionat d'Europa sub 23.
En la seva participació en l'Hochsprung mit Musik d'Arnstadt de 2010 va aconseguir per primera vegada aconseguir la barrera dels 2,00 metres, en el qual fins avui és la seva millor marca en pista coberta. En els Jocs Olímpics de Londres 2012 va aconseguir la medalla de bronze amb un salt de 2,03 metres, que és el seu millor registre a l'aire lliure.

## Historial internacional

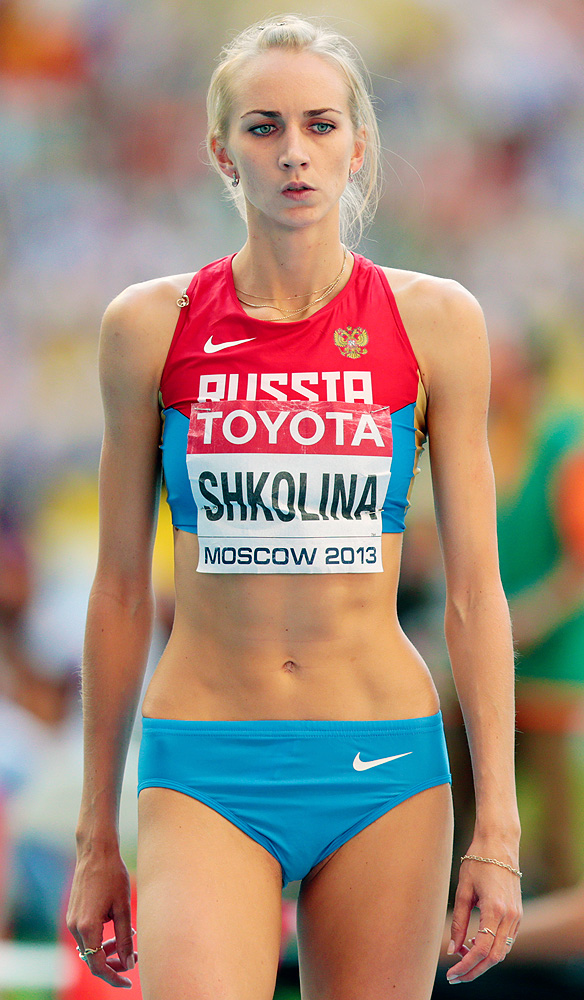
Svetlana Xkólina

| Any  | Esdeveniment                        | Lloc       | Lloc | Marca  |
| ---- | ----------------------------------- | ---------- | ---- | ------ |
| 2003 | Campionat Mundial Juvenil           | Sherbrooke | 2ª   | 1,86 m |
| 2004 | Campionat Mundial Junior            | Grosseto   | 2ª   | 1,91 m |
| 2005 | Campionat Europeu Júnior            | Kaunas     | 1ª   | 1,91 m |
| 2007 | Campionat Europeu d'Atletisme Sub23 | Debrecen   | 1ª   | 1,92 m |
| 2008 | Jocs Olímpics                       | Pequín     | 14ª  | 1,93 m |
| 2009 | Campionat Europeu en Pista Coberta  | Torí       | 4ª   | 1,96 m |
| 2009 | Campionat Europeu per Nacions       | Leiria     | 4ª   | 1,98 m |
| 2009 | Campionat Mundial                   | Berlín     | 6ª   | 1,96 m |
| 2009 | Final Mundial de la IAAF            | Salónica   | 6ª   | 1,94 m |
| 2010 | Campionat Mundial en Pista Coberta  | Doha       | 4ª   | 1,96 m |
| 2010 | Campionat Europeu per Nacions       | Bergen     | 2ª   | 1,98 m |
| 2010 | Campionat Europeu d'Atletisme       | Barcelona  | 4ª   | 1,97 m |
| 2012 | Jocs Olímpics                       | Londres    | 3ª   | 2,03 m |
| 2013 | Campionat Mundial d'Atletisme       | Moscou     | 1ª   | 2,03 m |

## Millors marques
| Prova                         | Data       | Lloc     | Marca  | Marca |
| ----------------------------- | ---------- | -------- | ------ | ----- |
| Salt d'altura (aire lliure)   | 11/08/2012 | Londres  | 2,03 m |       |
| Salt d'altura (pista coberta) | 06/02/2010 | Arnstadt | 2,00 m |       |